# Vladimír Hekerle
Vladimír Hekerle (15. dubna 1970, Jihlava) je bývalý český fotbalista, obránce. Po skončení aktivní kariéry působí v rodné Jihlavě jako trenér u mládeže.

## Fotbalová kariéra
Hrál za TJ Spartak Jihlava, FC Zbrojovka Brno, 1. FC Slovácko, FC Tescoma Zlín, FC Vysočina Jihlava a FC Zenit Čáslav. V české lize nastoupil ve 21 utkáních.

## Ligová bilance
| Ročník                          | Zápasy | Góly | Klub           |
| ------------------------------- | ------ | ---- | -------------- |
| 1. česká fotbalová liga 1993/94 | 6      | 0    | FC Boby Brno   |
| 1. česká fotbalová liga 1995/96 | 15     | 0    | 1. FC Slovácko |
| CELKEM                          | 21     | 0    |                |